# 藪の中
「藪の中」（やぶのなか）は、芥川龍之介の短編小説。初出は「新潮」1月号（1922年）、初刊は「将軍」（1922年）。今昔物語集を下敷きにしたいわゆる「王朝物」の一編であり、芥川の作品中でも屈指の数の論文が書かれている。
1人の侍の死をめぐって、捕らえられた強盗、死骸の発見者の木樵り、強盗を捕らえた放免の話が語られる。また侍の妻は清水寺で懺悔をし、侍の死霊は巫女の口を借りて当時の有様を語る。しかしいずれも自分を中心に語り、話は核心部分で微妙に食い違う。真実は不明、すべては藪の中である。

## 内容
平安時代のある藪の中を舞台に、殺人と強姦という事件をめぐって4人の目撃者と3人の当事者が告白する証言の束として書かれている。それぞれが矛盾し錯綜しているために真相をとらえることが著しく困難になるよう構造化されており、未だ「真相」は見出されていない。その未完結性の鮮烈な印象から、証言の食い違いなどから真相が不分明になることを称して「藪の中」という言葉まで生まれた。研究前史においては誰の証言が最も真実に近いのか、芥川の真意はどこにあるのかということが争われたが、近年では     芥川は本来一つの真相へとまとめあげることを意図していたわけではないという見方が多く、「藪の中」論そのものを論じたり（読書行為論）、小説内における語りやそれに貫かれているコードを論じる研究が展開され始めている。
また今昔物語の他にもビアス「月明かりの道」、ブラウニング「指輪と本」などとの類似が指摘されている。

## あらすじ
藪の中で男の死体が見つかった。検非違使に尋問された証人たちの証言、続いて当事者の告白がなされる。
検非違使に問われたる木樵の物語
男の死体の第1発見者。遺留品は一筋の縄と女物の櫛だけ。馬と小刀は見ていない。
検非違使に問われたる旅法師の物語
殺人が起こる前日に男と馬に乗った女を見かけた。
検非違使に問われたる放免の物語
男の衣服を着、弓矢を持ち、馬に乗った盗人・多襄丸を捕縛した。女は見ていない。
検非違使に問われたる媼の物語
死体の男の名は若狭国国府の侍、金沢武弘である。女はその妻の真砂で、自分の娘である。
多襄丸の白状
男を殺したのは私である。最初は男を殺すつもりはなかったが、女に請われたので男の縄を解き決闘して男を殺した。
清水寺に来れる女の懺悔
手中の小刀を使って夫を殺した。自分も後を追うつもりだったが死にきれずに寺に駆け込んだ。
巫女の口を借りたる死霊の物語
妻は盗人に私を殺すようにけしかけたまま、隙をみて逃げた。藪の中に一人残された私は妻が落とした小刀を使い自刃した。

## 典拠
「藪の中」は今昔物語の一説話を題材にした「王朝物」であり、具体的には巻二十九第二十三話「具妻行丹波国男 於大江山被縛語（妻を具して丹波国に行く男、大江山において縛らるること）」がそれであることは吉田精一によって早くから指摘されていた。芥川は「藪の中」執筆後は王朝物をあまり書かなくなるが、これは芥川の考える芸術としての小説観とこの小説が読者に強いるあまりにも混沌とした読みが合わなかったことをうかがわせる。また複数の人間の証言を羅列する形式、霊能者を介して死人が証言する点はアンブローズ・ビアスの「月明かりの道」（The Moonlit Road）の影響が指摘されている。他に作者不明の「ポンチュー伯の娘」、ブラウニング「指輪と本」、ビアス「カンドール王」、レニエ「復讐」、O・ヘンリー「運命の道」、ルイジ・ピランデルロ「御意に任す」などについて比較の試みが行われ、特にブラウニングとビアスに関しては意識的に下敷きにされたことが確定しているとの声もある。

## 作品

### 研究前史
「藪の中」研究の初期においては、影響関係に関するものを除けば、「藪の中」を研究するということは事件の真相を明らかにしようと試みることにほぼ等しかった。発端となったのは有名な中村光夫と福田恆存の間で交わされた論争である。中村が『すばる』創刊号において、真相が与えられないことを事実が整理されていない点にもとめ、それを構成の不備であるとみなして「活字の向こうに人生が見えない」と否定的な評価を下した。それに対して福田は『文學界』10月号で、そもそも事実というのは第三者にはわからないものであり、また三人の証言は事実ではなく三様の自己劇化を経た「心理的事実」を語っているため、矛盾していても問題はないとした。しかし福田は「真相」を必要としない超然とした態度をみせたようでいて、この後で結局は矛盾をきらい真相を再構成している。そしてこの論争に割って入った形の大岡昇平の「弁護」により、「藪の中」論の真相を求める傾向に火がつくことになった。
こうして真相探しは研究のうえで「避けることのできない問題」となり、三人の証言や典拠をつきあわせ、細部を検証して無数の論文が書かれ、同時に同じだけの「真相」が語られた。そのような流れが劇的に変化したわけではないが、三島譲や海老井英次らによって事実の再構成は「単なる推理ゲーム」であり、そもそも「藪の中」は「原画」を欠いているという主張がなされ、芥川は本来一つの真相へとまとめあげることを意図していたわけではないという流れが生まれた。こうして真相そのものではなく、なぜ真相さがしが頓挫するのか、どのようにして真相の解釈が「命じられる」のかといった方向へ研究が進んでいる。

## 映画
『藪の中』は黒澤明により『羅生門』のタイトルで映画化された。以下、同作により提示された事件の真相である。
激しい雨の中、荒廃した羅生門で雨宿りをする男2人に対し、木樵（映画では杣売りとされている）が語り部となって『藪の中』が語られていく。原作では死体の第1発見者にすぎなかった木樵は、映画では事の顛末を目撃した唯一の人物となっており、その目撃談が最後に語られる。それによれば、盗人は手込めにした武士の妻に情が移り、土下座して求婚する。しかし、妻はそれを無視して武士の縄を解いて助ける。ところが、武士は、辱めを受けた彼女を武士の妻として自害するように迫った。すると彼女は笑いだして男たちの自分勝手な言い分を誹り、決闘して勝った方に従うと言う。武士と盗人は互いに刀を抜いて対峙するが、実は場馴れしておらず、へっぴり腰で無様に斬り合い、最終的に盗人が優勢になり武士にとどめを刺す。ところがその間に妻は逃げ去っていた。この木樵の目撃談により、映画では「証言者は各々の保身のために嘘をついていた」という一定の結論が出されている。
以下、『藪の中』を原作と掲げている映画作品を並べて記す。
『羅生門』
1950年、製作：日本、監督：黒澤明、出演：三船敏郎、京マチ子、森雅之、志村喬ほか
『暴行（The Outrage）』
1964年、製作：アメリカ、監督：マーティン・リット、出演：ポール・ニューマンほか
『羅生門』の脚本を元に、舞台をメキシコに置き換えて映画化。
『アイアン・メイズ/ピッツバーグの幻想（Iron Maze）』
1991年、製作：アメリカ、監督：吉田博昭、出演：ジェフ・フェイヒー、ブリジット・フォンダ、村上弘明ほか
舞台を現代のピッツバーグに置き換え、日米貿易摩擦の問題を映画化。
『藪の中』
1996年、製作：日本、監督：佐藤寿保、出演：松岡俊介、坂上香織、細川茂樹ほか
『MISTY』
1997年、製作：日本、監督：三枝健起、出演：天海祐希、金城武、豊川悦司ほか
『YABU -in a grove-』
2001年 （ウェブフィルム） 制作：日本、監督：撮影：渡辺裕之
第54回カンヌ国際映画祭　批評家週間「Best Webfilm Prize」 FIFI PARIS（国際インターネットフェスティバル） http://www.vogue-vision.com/yabu/
『TAJOMARU』 - 2009年、制作：日本、監督：中野裕之、出演：小栗旬、柴本幸、松方弘樹ほか
『藪の中』の登場人物の一人である盗賊・多襄丸を主人公とし、室町時代を舞台としたオリジナルストーリー。
『ウモーン・パー・ムアン－羅生門』
2011年、製作：タイ、監督：パンテワノップ・テーワクン
その他、『羅生門』を経由する形で、たとえばアラン・ロブ＝グリエ脚本・アラン・レネ監督の『去年マリエンバートで』などの作品にも影響を与えている。また、羅生門効果という用語も生まれた。

## 舞台
2013年6月にCLIEが製作する朗読演劇「極上文學」シリーズの第4弾として舞台化された。
キャスト
- 小野賢章
- 津田健次郎
- 鮎川太陽
- 松本寛也
- 蒼井翔太
- 玉城裕規
- 藤原祐規
- 林修司

スタッフ
- 製作：CLIE
- 企画：MAG.net
- 演出：キムラ真（ナイスコンプレックス）
- 脚本：神楽澤小虎 (MAG.net)
- 音楽：橋本啓一
- 制作：Andem